# Sedlec (Prague)
Sedlec  (en allemand Selz) est un quartier pragois situé dans le nord de la capitale tchèque, appartenant à l'arrondissement de Prague 6, d'une superficie de 145,56 hectares est un quartier de Prague. En 2015, la population était de 892 habitants. 
La ville est devenue une partie de Prague en 1923.